# La chica de los ojos hambrientos
La chica de los ojos hambrientos (The Girl with the Hungry Eyes)  es un cuento de terror escrito en 1949 por el escritor Fritz Leiber. Fue publicado originalmente por la editorial Avon.
El cuento trata sobre una misteriosa modelo que utiliza su fama para conseguir víctimas. La historia es una referencia a la obsesión y poder de la cultura popular. La "Chica" de la historia es sólo un rostro, que carece de nombre, de hogar, de vida propia.

## Sinopsis
La historia es narrada en primera persona por un fotógrafo desengañado que denuncia a la "Chica", una figura sin nombre que ha alcanzado fama recientemente, y que sin embargo, carece de nombre, de identidad y se desconocen detalles sobre su vida.
El fotógrafo cuenta que conoció a la chica de la que habla en un momento en que negocio iba mal y buscaba nuevas modelos que fotografiar. Finalmente apareció la Chica, quien aceptó posar para él con una serie de condiciones: no preguntar su nombre y limitar el trabajo al estudio fotográfico. Aunque reticente, el fotógrafo acepta.
Muy pronto la figura de la modelo es solicitada por varios empresarios, que quieren contratarla para promocionar sus productos. Sin embargo, a pesar de las posibilidades de conseguir más dinero, la Chica permanece firme en sus condiciones, e incluso rechaza las pretensiones de los empresarios de conocerla en persona, así como la intención del fotógrafo de conocerla mejor.
Intrigado, el fotógrafo la sigue a escondidas, y descubre que la chica visita los lugares donde su imagen es expuesta y aborda a los transeúntes que se quedan fascinados con su imagen, para marcharse después con ellos.
Finalmente, tras una serie de muertes misteriosas atribuidas a ataques al corazón, el fotógrafo consigue que la Chica acepte quedar con él a solas. Horrorizado, descubre que los peores vampiros no son los que chupan sangre. La chica es una vampira que quiere absorber todos sus recuerdos, toda su vida, y huye de ella antes de convertirse en su víctima.

## Adaptaciones
La chica de los ojos hambrientos  fue adaptado en 1972 en un episodio de la serie de televisión Night Gallery y en una película  estadounidense de 1995 del mismo título dirigida por Jon Jacobs.
La película comienza en 1937, en South Beach, Miami, la modelo Louise Balfour se suicida después de descubrir que su prometido la engaña. La acción salta al presente, el hotel en que Louise se ahorcó está en ruinas y va a ser derribado. Durante una tormenta la modelo resucita y encuentra su habitación exactamente como la dejó. Sabe que debe obtener sangre para mantener el hotel en pie.
Mientras tanto Carlos, un fotógrafo, se encuentra en problemas. Tiene una deuda de 10 000 $ que debe pagar en una semana. Cuando Louise aparece buscando trabajo, le hace una serie de fotos no muy prometedoras y las envía a sus clientes, pero cuando éstos las ven quieren contratar a la modelo de inmediato y le dan un adelanto de 500 $.
Al mismo tiempo Louise sale de caza. Cada vez que mata una víctima, las luces se encienden en el hotel, como si se revitalizara.
Carlos está intranquilo. Louise no le ha dejado una dirección así que no puede contactar con ella, pero una noche ella regresa y acepta trabajar con una serie de condiciones -sólo de noche, sin localizaciones, no reunirse con clientes ni dejar número de teléfono ni dirección, y si alguna vez se rompen esas condiciones nunca volverá a verla. A la noche siguiente, mientras trabajan, los deudores de Carlos aparecen reclamando su dinero, amenazándole, pero Louise los mata.
Finalmente, la relación entre Carlos y Louise culmina cuando este acepta quedarse para siempre con ella. Ella lo "besa", convirtiéndolo en un vampiro, y deciden restaurar el hotel. Sus almas dependen de ello.